# Aidemofusus
Aidemofusus is een geslacht van weekdieren uit de klasse van de Gastropoda (slakken).

## Soort
- Aidemofusus ignotus Kosyan & Kantor, 2013